# Elizabeth och Victoria Lejonhjärta
Amalia Elizabeth Kicki Lejonhjärta och Agda Victoria Kicki Lejonhjärta, födda 9 oktober 1990 i Vantörs församling, Stockholms län, är svenska tvillingmodeller, bloggare och influerare, mest kända för sitt samarbete med den kanadensiska rapparen Drake. De är kända i Sverige som "it girls".

## Biografi
Tvillingarna föddes i Vantörs församling, Stockholms län och har svenskt, samiskt, gambiskt och senegalesiskt påbrå. Deras mor är svenska, tornedaling och same; deras far härstammar från Gambia, Senegal och Sierra Leone. När de växte upp i Norrbotten, upplevde de rasism och mobbning. De växte upp i Luleå.

## Karriär
De visas i Drakes albumkonstverk för hans album Views och hans musikvideor för Please Forgive Me och Nice for What. Tillsammans har de också modellat för H&M, Nike, Inc., Vogue, Cheap Monday, Eytys, Calvin Klein, Max Factor, Volvo, Åhléns och Sonos.      